# Gemoedsbezwaard
Enkele duizenden inwoners van Nederland hebben principiële bezwaren tegen verzekeringen op grond van hun levensbeschouwing. De Nederlandse wetgever houdt daar rekening mee en kan vrijstelling geven voor verplichte verzekeringen. De groep waar het om gaat staat bekend als "gemoedsbezwaarden".

## Achtergrond
Een gemoedsbezwaarde vindt het afsluiten van verzekeringen in strijd met Gods voorzienigheid. De Heere bestuurt alle dingen en niets in het leven gebeurt bij toeval. Voor- en tegenspoed komt uit Gods Vaderlijke hand. Christenen mogen niet door het afsluiten van verzekeringen proberen onder Gods besturing uit te komen.
Op grond van deze opvatting over de voorzienigheid bestaat er bij de aanhangers van deze gedachte ook verzet tegen inenting en andere middelen die materieel en anderszins personen behoeden voor ziekte. Ook is deze groep gedeeltelijk tegen voorbehoedsmiddelen. De groep waarin deze overtuiging een rol speelt wordt politiek vertegenwoordigd door de Staatkundig Gereformeerde Partij (SGP) en vindt een kerkelijk huis in de zogenaamde rechterzijde van de gereformeerde gezindte, grotendeels bestaande uit de bevindelijk gereformeerden.
Tot en met 2005 waren er ongeveer 5000 gemoedsbezwaarden. Bij de invoering van de verplichte ziektekostenverzekering is dat aantal opgelopen tot ongeveer elfduizend, doordat ook kinderen en zelfstandigen onder deze wet vallen. Het gaat dan om 0,07 procent van de Nederlandse bevolking.

## Verzekeren
Nederland kent een groep mensen die bezwaren heeft tegen elke vorm van verzekeren. De groep die aan geen enkele vrijwillige verzekering deelneemt, kan ook ontheffing krijgen van de wettelijk verplichte verzekeringen. Daarvoor moet men officieel erkend worden als gemoedsbezwaarde. Die erkenning kan aangevraagd worden bij de Sociale Verzekeringsbank (SVB). De SVB behandelt de aanvraag en kan de erkenning verstrekken. Die geldt dan voor de Wlz, de zorgverzekeringswet, AOW, ANW, Ziektewet, WAO, WIA en de WW.
De AOW geldt dus eveneens als een verzekering, want er wordt maandelijks premie betaald of ingehouden en het is niet zeker dat het tot uitbetaling komt. Gemoedsbezwaarden betalen geen premie aan deze verzekeringen. Ze zijn daarmee nog niet goedkoper uit, want ze betalen een vervangende belasting die in grote lijnen op hetzelfde bedrag neerkomt. Die belasting wordt door de overheid op een aparte rekening gestort. Voor de AOW is dat de Spaarregeling gemoedsbezwaarden voor de AOW. Uit deze spaarregeling krijgen de gemoedsbezwaarden een vergoeding als ze 65 worden. Die vergoeding is niet oneindig, maar beperkt tot het gespaarde bedrag. Als dat op is, is er verder geen uitkering. In plaats van premies voor de sociale verzekeringswetten betaalt de gemoedsbezwaarde premievervangende loonbelasting. De belastingdienst stort die premievervangende loonbelasting op een rekening van het College voor zorgverzekeringen (CVZ). De spaartegoeden van een gezin worden op deze rekening samengevoegd. Gemoedsbezwaarden kunnen voor vergoeding van hun zorgkosten een beroep doen op die rekening, maar ook hier alleen voor zover het spaartegoed voldoende is.
Gemoedsbezwaarden hebben geen recht op de zorgtoeslag die via de belastingdienst kan worden verstrekt aan mensen met lagere inkomens. Deze toeslag geldt als tegemoetkoming in de premie voor de zorgverzekeringen. Gemoedsbezwaarden betalen geen premie, want ze hebben geen verzekering.

## Morele bezwaren
Er is een verschil tussen gemoedsbezwaarden en morele bezwaren. Morele bezwaren kan men hebben tegen bepaalde vormen van zorg.
Mensen met morele bezwaren tegen verstrekking en/of vergoeding van bepaalde medische behandelingen konden tot en met 2022 desgewenst wel een "schone polis" afsluiten bij Pro Life Zorgverzekeringen. Dit valt niet onder de regeling gemoedsbezwaarden.

## Kinderbijslag
Een aparte plaats in deze regelingen wordt ingenomen door de kinderbijslag. Alle Nederlandse ingezetenen hebben hier onder dezelfde voorwaarden recht op, ook als er nooit iets voor betaald is. Een deel van de gemoedsbezwaarden ziet ook hier een vorm van verzekering in en weigert er gebruik van te maken. In dat geval kunnen gemoedsbezwaarden in aanmerking komen voor aftrek van uitgaven van levensonderhoud voor kinderen die jonger zijn dan 27 jaar.

## Pensioen
Vrijwel alle werknemers hebben een verplichte pensioenregeling. Dit is feitelijk ook een verzekering, want de premiebetaling staat vast, maar de uitkering niet. Erkende gemoedsbezwaarden kunnen vrijgesteld worden van betaling van pensioenpremies en betalen dan vervangende spaarbijdragen voor hun pensioen. Die bijdragen worden gestort op een speciale, rentedragende spaarrekening. Na het bereiken van de pensioengerechtigde leeftijd wordt dit in één keer of in termijnen uitgekeerd aan de pensioengerechtigde, afhankelijk van de regeling van het pensioenfonds. Er is ook een regeling om dit fiscaal vergelijkbaar te maken met het betalen van pensioenpremies.

## Recht op AWBZ-verstrekkingen
Alle Nederlandse ingezetenen hebben onder dezelfde voorwaarden recht op verstrekkingen via de AWBZ. Dit recht bestaat ook als er nooit premie voor is betaald of afgedragen. Gemoedsbezwaarden die dit als verzekering zien en daarom weigeren in aanmerking te komen voor een vergoeding van de AWBZ kunnen in aanmerking komen voor aftrek van buitengewone lasten wegens ziektekosten. Als een belastingplichtige voor zijn ziektekosten een bijdrage van derden ontvangt (zoals een kerkgenootschap of een kloosterorde) kan er niet meer gesproken worden van het drukken van ziektekosten op de belastingplichtige en wordt er dus geen aftrek van buitengewone lasten voor dat deel verleend.

## Een Nederlands verschijnsel?
Oud-staatssecretaris Wouter Bos heeft onderzoek laten verrichten naar de fiscale behandeling van mensen met gemoedsbezwaren tegen verzekeringen in alle landen van de EU, de Verenigde Staten, Canada en Australië. Uit dit onderzoek kwam naar voren dat alleen in de Verenigde Staten en Canada speciale regelingen zijn voor mensen met gemoedsbezwaren. Deze regelgeving heeft met name betrekking op sociale verzekeringen. In de Verenigde Staten kunnen gemoedsbezwaarde werknemers en werkgevers vrijstelling vragen voor het betalen van premies. Voorwaarde hierbij is dat zij lid moeten zijn van een religieuze groepering die aan een bepaalde kwalificatie voldoet. Dit geldt ook voor zelfstandigen. Daarnaast zijn leden van een religieuze orde die een eed van armoede hebben afgelegd automatisch vrijgesteld van het betalen van sociale verzekeringspremies over loon ontvangen voor werkzaamheden verricht voor de religieuze orde. In enkele afzonderlijke staten van de Verenigde Staten zijn nog aanvullende premievrijstellingen mogelijk voor mensen die lid zijn van een bepaalde religieuze groepering. In Canada kunnen mensen die lid zijn van een bepaalde religieuze orde ook worden vrijgesteld van het betalen van sociale verzekeringspremies. Voorwaarde hiervoor is dat zij een eed van armoede afleggen en hun gehele inkomen afstaan aan de orde.